# Liste der Vizekanzler der Heiligen Römischen Kirche
Vizekanzler der Heiligen Römischen Kirche war die Amtsbezeichnung des Leiters der Apostolischen Kanzlei (Päpstliche Kanzlei). Seit Papst Clemens VII. war das Amt mit dem Titel des Kardinalpriesters von San Lorenzo in Damaso verbunden. Die Bezeichnung als cancellarius ist seit dem Jahr 1005 belegt, zuvor führten die Vorsteher der Apostolischen Kanzlei den Titel bibliothecarius. Vorgängeramt war das des primicerius notariorum, das seit dem 4. Jahrhundert belegt ist.

## Bibliothekare
Die Bibliothekare der Heiligen Römischen Kirche sind zu unterscheiden von den Bibliothekaren der Vatikanischen Apostolischen Bibliothek, die in ihrer heutigen Form erst 1447 begründet wurde.
- Gregor (vor 715), danach als Gregor II. Papst
- Theophylactus (um 781)
- Sergius (um 820)
- Leo, Bischof (erwähnt 829)
- Anastasius Bibliothecarius (867–879)
- Leo, Bischof (um 1004)
- Benedikt von Porto (um 1010)
- Petrus von Palestrina (um 1010)
- Gregor, Bischof (um 1010)
- Pilgrim, Erzbischof von Köln (1023–1036)
- Petrus von Santa Rufina (ab 1036/1037)

## Kanzler
- Petrus, Abt (1005–1007)
- Amtsbezeichnung nicht verwendet (1007–1042)
- Petrus, Diakon (1042–1050)
- Udo von Toul (1050–1051)
- Hermann II., Erzbischof von Köln, Erzkanzler (1049?/1053–1056)
  - Friedrich von Lothringen (1051–1057), Kanzler
- Humbert von Silva Candida (1057–1058), Bibliothekar
- Petrus (bis 1083), Kanzler
- Johannes von Gaeta (1088–1118), Kanzler
- Grisogonus, Kardinaldiakon (1118–1122)[1]
- Aimericus, Kardinaldiakon von Sancta Maria Nova (1123–1141)[1]
- Gerardus, Kardinalpriester von Sancta Crucis in Ierusalem (1141–1144)[1]
- Guido, Kardinaldiakon von Sancti Cosmae et Damiani (1145–1149)[1]
- Rolandus (1153–1159), danach als Alexander III. Papst[1]
- Vakanz
- Albert von Morra (1178–1187)
- Transmundus, Vizekanzler (1186/1187)
- Moses, Vizekanzler (1186–1191)
- Rainaldus, Vizekanzler (1198–1200)
- Blasius, Vizekanzler (1200–1203)
- Johannes, Vizekanzler (1203–1205), 1205 Kardinal
- Kardinalkanzler Johannes (1205–1212)

## Vizekanzler
- Rainaldus (1213–1214)
- Thomas von Capua (1215–1216), 1216 Kardinal
- Raymund (ab 1216)
- Raynerius (1216–1221)
- Wilhelmus (1219/20–1222)
- magister Guido (1222–1226)
- magister Martinus (1227–1232)
- magister Bartholomeus (1233–1235)
- magister Guillelmus (1235–1238)
- Frater Iacobus (1239–1241)
- Marinus (Filomarinus) de Neapoli (1244–1252)
- Wilhelm (Guillelmus) de Gathadego (1252–1257)
- Rolandus (1256–1257)
- Iordanus (1257–1262)
- Michael de Tholosa (1263–1268)
- Iohannes Leccacornus (1272–1274)
- Lanfrancus (1274–1275)
- Petrus Peregrossus (1276–1286)
- Iohannes Monachus (1288–1292)
- Iohannes de Castroceli (1294)
- Petrus de Piperno (1295–1300)
- Riccardus Petronius (1296–1300)
- Papinianus de Roborea (1301–1304)

Ab 1306 wurden nur noch Kardinäle zu Vizekanzlern der Heiligen Römischen Kirche ernannt.
- Pierre Arnaud de Puyanne OSB (1306)
- Arnaud Nouvel OCist (1306/1307–1317)
- Gauscelin de Jean (1317–1318)
- Pierre Le Tessier CRSA (ca. 1318–1325)
- Pierre Des Près (1325–1361)
- Pierre de Monteruc (1361–1378)
  - Renoul de Monteruc (Regens 1378–1383)
  - Francesco Moricotti Prignani (Regens 1383–1385)
- Francesco Moricotti Prignani (1385–1394)
- Angelo Acciaiouli (1394–1408)
- Jean de Brogny (avignonesische Obödienz 1391–1417; römische Obödienz 1417–1421)
- Vakanz (1426–1436)
- Jean de La Rochetaillée (1436–1437)
- Francesco Condulmer (1437–1453)
- Vakanz (1453–1457)
- Rodrigo de Borja y Borja (1457–1492)
- Ascanio Maria Sforza (1492–1505)
- Galeotto Franciotti della Rovere (1505–1507)
- Sisto Gara della Rovere (1507–1517)
- Giulio de’ Medici (1517–1523)
- Pompeo Colonna (1524–1526)
- Vakanz (1526–1532)
- Ippolito de’ Medici (1532–1535)
- Alessandro Farnese (1535–1589)
- Alessandro Damasceni Peretti (1589–1623)
- Ludovico Ludovisi (1623–1632)
- Francesco Barberini (1632–1679)
- Vakanz (1679–1689)
- Pietro Ottoboni (1689–1740)
- Tommaso Ruffo (1740–1753)
- Girolamo Colonna di Sciarra (1753–1756)
- Alberico Archinto (1756–1758)
- Carlo Rezzonico der Jüngere (1758–1763)
- Henry Benedict Stuart (1763–1807)
- Francesco Carafa della Spina di Traetto (1807–1818)
- Giulio Maria della Somaglia (1818–1830)
- Tommaso Arezzo (1830–1833)
- Carlo Odescalchi (1833–1834)
- Carlo Maria Pedicini (1834–1843)
- Tommaso Bernetti (1844–1852)
- Luigi Amat di San Filippo e Sorso (1852–1878)
- Antonino Saverio De Luca (1878–1883)
- Teodolfo Mertel (1884–1899)
- Lucido Maria Parocchi (1899–1903)
- Antonio Agliardi (1903–1908)

## Kanzler
- Antonio Agliardi (1908–1915)
- Ottavio Cagiano de Azevedo (1915–1927)
- Andreas Frühwirth OP (1927–1933)
- Tommaso Pio Boggiani OP (1933–1942)
- Celso Costantini (1954–1958)
- Santiago Luis Copello (1959–1967)
- Luigi Traglia (1968–1973)